# جائزة اليابان الكبرى 2012
جائزة اليابان الكبرى 2012 (بالإنجليزية: 2012 Japanese Grand Prix)‏ هو سباق فورمولا 1 أقيم بتاريخ 7 أكتوبر 2012 في حلبة سوزوكا، ميه، اليابان. كان الخامس عشر من أصل 20 في بطولة العالم لسباقات الفورمولا واحد موسم 2012. حلّ الألماني سباستيان فيتل أولا بينما جاء البرازيلي فيليبي ماسا في المركز الثاني وحصل على المركز الثالث الياباني كاموي كوباياشي.